# Challenger 1
Il Challenger 1 è stato il principale carro armato da combattimento in forza al British Army tra il 1983 e la metà degli anni novanta. Oggi è usato solo dalle forze armate giordane sotto il nome di Al Hussein.

## Storia

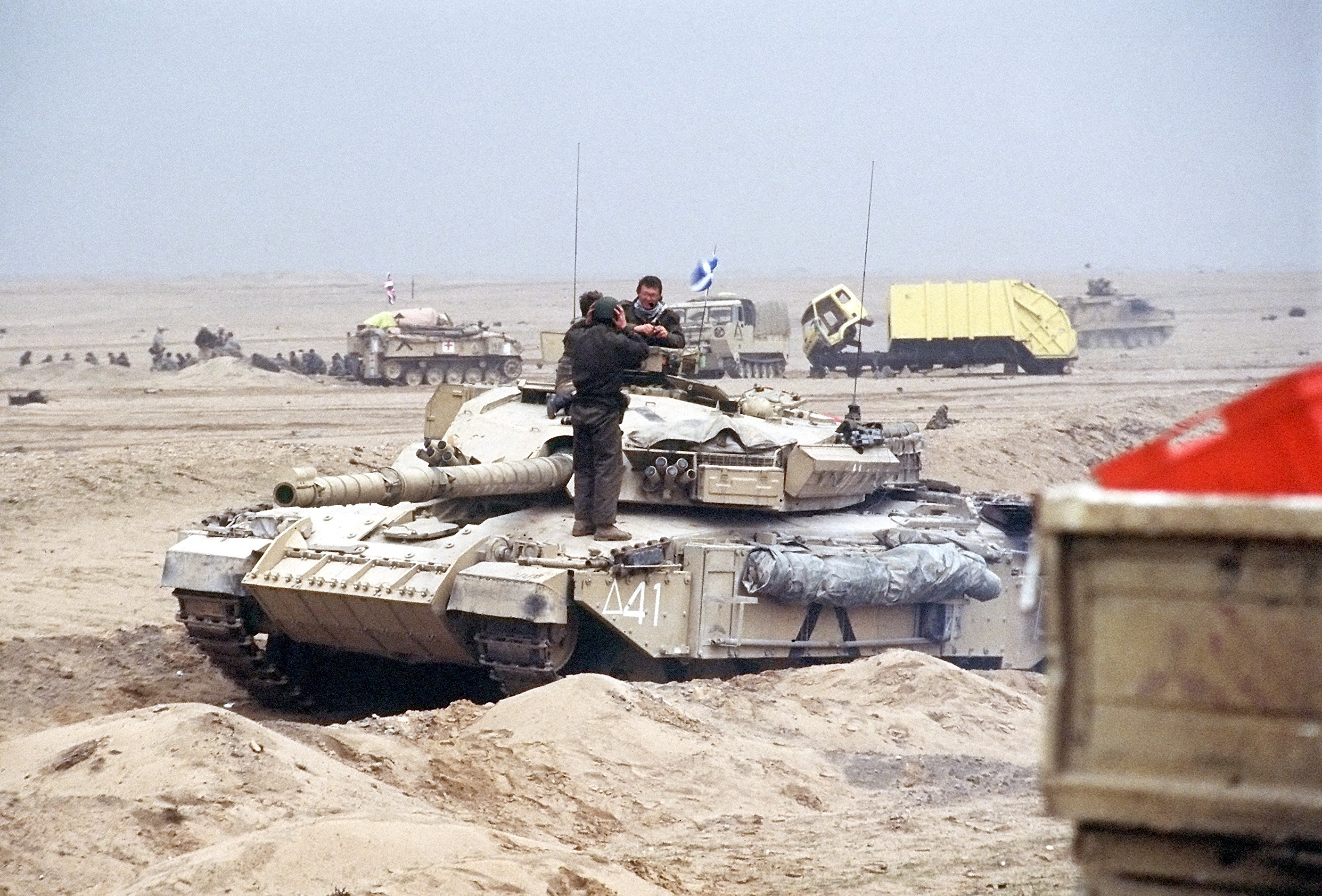
Carro Challenger della versione Warfighter in Kuwait, 1991

Il Challenger 1 è stato costruito dalla Royal Ordnance Factories (ROF). È stato progettato dalla MVEE (Military Vehicles and Engineering Establishment) vicino a Chobham nel Surrey dall'originaria richiesta iraniana di una versione potenziata del carro Chieftain in loro possesso. I carri iraniani in servizio allora erano lo Chieftain Mk.5, lo Shir 1 e lo Shir 2. Con la caduta dello Shah in Iran e il fallimento del progetto MBT80 il Regno Unito era diventato l'acquirente del nuovo carro armato, sviluppato dalla MVEE per il bisogno di un carro nell'Europa centrale. Per un breve periodo il carro era stato chiamato Cheviot, perché nella seconda guerra mondiale era già stato creato un carro con il nome Challenger, anche se questo era un carro incrociatore.
La parte più rivoluzionaria di questo carro è stata l'adozione della corazza composita Chobham sulla parte frontale di scafo e torretta, di gran lunga più resistente della normale d'acciaio (RHA) che era d'ordinanza in tutti i carri dell'epoca. Questa corazza è stata usata anche da altri come gli Stati Uniti per il loro M1 Abrams o la Germania con i loro Leopard 2. Il Challenger 1 ha partecipato alla competizione del Canadian Army Trophy nel 1987, ma il sistema di estinzione del fuoco e di visione non si sono rivelati soddisfacenti e lo hanno fatto finire ultimo nella classifica contro gli altri carri. Ma dopo con nuovi aggiornamenti molti problemi sono stati risolti.
C'erano però dei nuovi requisiti da rispettare e la Vickers decise se scegliere un Challenger migliorato, un M1 Abrams americano, un Leclerc francese o un Leopard 2 tedesco.
Il progetto della Vickers, chiamato Challenger 2, era stato finalmente scelto. Questo carro era molto più efficace del predecessore e, anche se manteneva lo scafo progettato dalla MVEE, presentava una nuova torretta e una corazza Chobham ancora più avanzata, questa volta presente anche nella parte laterale dello scafo.
C'era anche una versione del Challenger senza torretta per il tiro antiaereo.

## Impiego operativo
180 carri Challenger 1 sono stati utilizzati nella Prima Guerra del Golfo dalla 1ª Divisione Corazzata britannica nel corso dell'Operazione Granby riuscendo a distruggere 300 carri iracheni al costo di uno messo fuori combattimento. Durante questa guerra, nella battaglia di Norfolk, un Challenger, alla distanza di 5,1 km, colpì un carro iracheno, distruggendolo e stabilendo il record per aver effettuato la distruzione di un mezzo corazzato da parte di un altro stesso tipo di mezzo più lunga della storia. 
Carri Challenger sono stati usati in Bosnia e nell'Operazione Joint Guardian, l'operazione condotta dalla NATO in Kosovo.

### Giordania
Nel 1999 il governo giordano decise l’acquisizione di 44 carri armati Challenger 1, denominati localmente Al Hussein, di cui 32 erano nuovi di fabbrica e 12 provenienti dal surplus del British Army. I nuovi mezzi entrarono in servizio in quello stesso anno presso il 7º Battaglione della 99ª Brigata "Wasfi Al Tal" di stanza ad Aqaba. Nel corso degli anni successivi vi furono ulteriori acquisizioni per un totale di 402 mezzi, gran parte dei quali soggetta ad un programma di ammodernamento condotto a cura dell’Istituto giordano di Ricerca e Produzione Militare KADDB (King Abdullah Design and Development Bureau). L’originale cannone ROF L11A5 a canna rigata da 120 mm è stato sostituito con un pezzo dello stesso calibro RUAG L50 Compact Tank Gun abbinato al sistema di imaging TOGS (Thermal Imaging and Gunnery Sight) montato sul lato destro della torretta. Inoltre è stato introdotto un sistema di condotta del tiro Raytheon FCS e sono stati modificati tutti i sensori e gli scanner. Oltre ai due battaglioni carri della 99ª Brigata "Wasfi Al Tal" (7° e 9°) i mezzi sono stati assegnati in servizio ad altri 6 battaglioni carri in forza alle tre brigate (40ª "Re Hussein Bin Talal", 60ª "Principe Hassan" e 91ª) della 3ª Divisione "King Abdullah II".

## Versioni
- Challenger 1 Mk 1: versione iniziale.
- Challenger 1 Mk 2: versione con TOGS (Thermal Observation Gunnery Sight).
- Challenger 1 Mk 3: modifiche nella sistemazione delle munizioni.
- Challenger 1 Warfighter: versione con corazza addizionale nel frontale dello scafo e la prima parte delle gonne[5].
- Al Hussein: versione prodotta in Giordania dalla KADDB per conversione operativa di carri Challenger 1, dotata di nuovo cannone Ruag L50 Compact Tank Gun da 120 mm, sistema di condotta del tiro Raytheon FCS e sistema di imaging TOGS (Thermal Imaging and Gunnery Sight).

## Utilizzatori
- Regno Unito: rimpiazzati dai Challenger 2.
- Giordania: 402 conosciuti con il nome di Al Hussein, esistono anche alcune varianti locali.

### Periodici
- Francesco Palmas, L'esercito giordano, un pilastro di stabilità nazionale, in Panorama difesa, LXVIII, n. 358, Firenze, Ed. A.I. srl., dicembre 2016,  pp. 48-55.